# ブジャーネ族
ブジャーネ族（ウクライナ語: Бужани、ベラルーシ語: Бужане、ロシア語: Бужане）はブク川（西ブーフ川）上流域に居住していた9世紀の東スラヴ民族の中の一部族である。
ブジャーネ族の名は居住地域のブク川に由来する。11世紀末のブジャーネ族はヴォルィニャーネ族とも呼ばれており、また何人かの研究者は、ブジャーネ族とヴォルィニャーネ族がかつてドゥレーブィ族と呼ばれていたと考えている。
ブジャーネ族は『原初年代記』の中において、スラヴ語派の言語を話す部族の1つとして列挙されている。230の都市（要塞）を有し、中心都市はブシクだった。キエフ大公国の中に組み込まれた後の、10世紀のブジャーネ族は独自性を失い、以降の史料の中にブジャーネ族の詳細を記録したものはない。